# Chất tẩy rửa

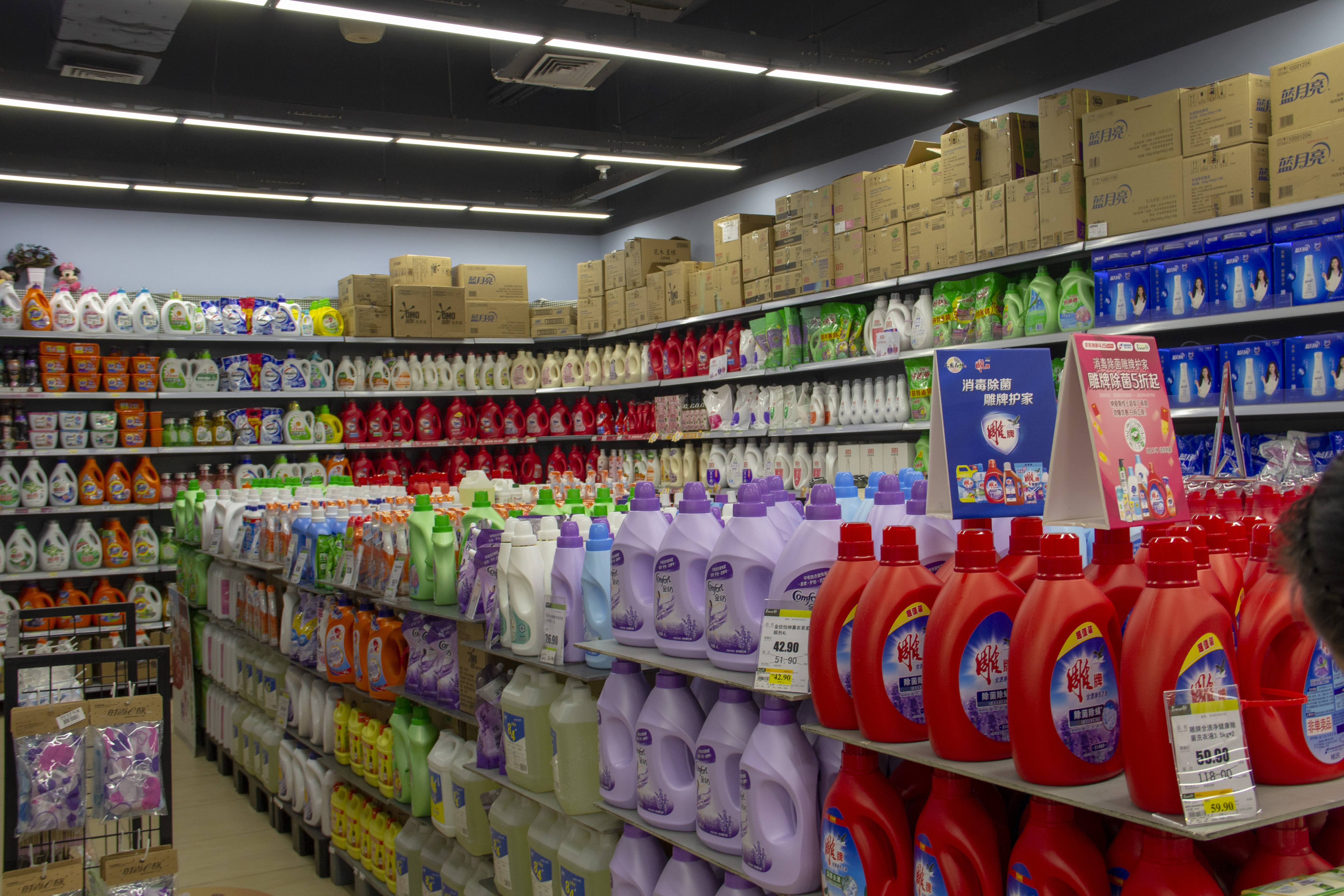
Chất tẩy giặt dạng lỏng

Chất tẩy rửa là một loại chất tẩy (chất làm sạch) được sử dụng để làm sạch đồ giặt (quần áo) bẩn. Chất tẩy rửa được sản xuất ở dạng bột (bột giặt) và chất lỏng.
Trong khi bột giặt dạng bột và dạng lỏng chiếm thị phần gần như bằng nhau trên thị trường bột giặt toàn thế giới xét về giá trị, thì chất tẩy rửa dạng bột được bán nhiều gấp đôi so với dạng lỏng về thể tích.
Viên giặt đã được bán ở Hoa Kỳ kể từ năm 2012 khi chúng được Procter & Gamble giới thiệu với tên gọi Tide Pods. Các trường hợp trước đó của viên giặt bao gồm viên nén Salvo được bán trong thập niên 1960 và 1970.

## Lịch sử

FEWA, một loại chất tẩy rửa ban đầu ở Đức

Từ thời cổ đại, các chất phụ gia hóa học đã được thêm vào để tạo điều kiện cho quá trình giặt cơ học của sợi dệt bằng nước. Bằng chứng sớm nhất ghi lại về việc sản xuất các vật liệu giống như xà phòng có từ khoảng năm 2800 trước Công nguyên, vào thời Babylon cổ đại.
Các công ty hóa chất của Đức đã phát triển chất hoạt động bề mặt alkyl sulfat từ năm 1917, để đối phó với tình trạng thiếu xà phòng trong Phong tỏa Đồng minh Đức khi Chiến tranh thế giới thứ nhất xảy ra. Trong thập niên 1930, các tuyến khả thi về mặt thương mại liên quan đến chất cồn béo đã được phát triển và những nguyên liệu mới này chuyển đổi thành Organosulfate, thành phần chính trong thương hiệu FEWA của Đức do BASF sản xuất, và Dreft, thương hiệu đến từ Hoa Kỳ do Procter & Gamble sản xuất. Chất tẩy rửa như vậy chủ yếu được sử dụng trong ngành công nghiệp cho đến sau Thế chiến thứ hai. Sau đó, những phát triển mới và việc chuyển đổi các nhà máy nhiên liệu hàng không sang sản xuất tetrapropylene, được sử dụng trong chất tẩy rửa gia dụng, đã khiến nhu cầu sử dụng trong nước tăng nhanh vào cuối thập niên 1940.

## Thành phần
Chất tẩy rửa có thể chứa chất xây dựng (ước chừng 50% trọng lượng), chất hoạt động bề mặt (15%), chất tẩy trắng (7%), enzym (2%), chất chống ăn mòn, chất điều chỉnh bọt, chất ức chế ăn mòn, chất tăng trắng quang học, chất ức chế chuyển thuốc nhuộm, hương thơm, thuốc nhuộm, chất độn và công thức.

### Chất tẩy rửa anion
Chất tẩy rửa anion điển hình là alkylbenzene sulfonates. Phần alkylbenzene của các anion này là kỵ nước và sulfonate là ưa nước. Hai giống khác nhau đã được phổ biến, những giống có nhóm alkyl phân nhánh và những giống có nhóm alkyl tuyến tính. Trước đây phần lớn bị loại bỏ trong các xã hội phát triển kinh tế vì chúng có khả năng phân hủy sinh học kém. Ước tính có khoảng 6 tỷ kg chất tẩy rửa anion được sản xuất hàng năm cho thị trường tẩy rửa gia đình.
Các axit mật, chẳng hạn như axit deoxycholic (DOC), là chất tẩy rửa anion do gan sản xuất để hỗ trợ tiêu hóa và hấp thụ chất béo và dầu. 

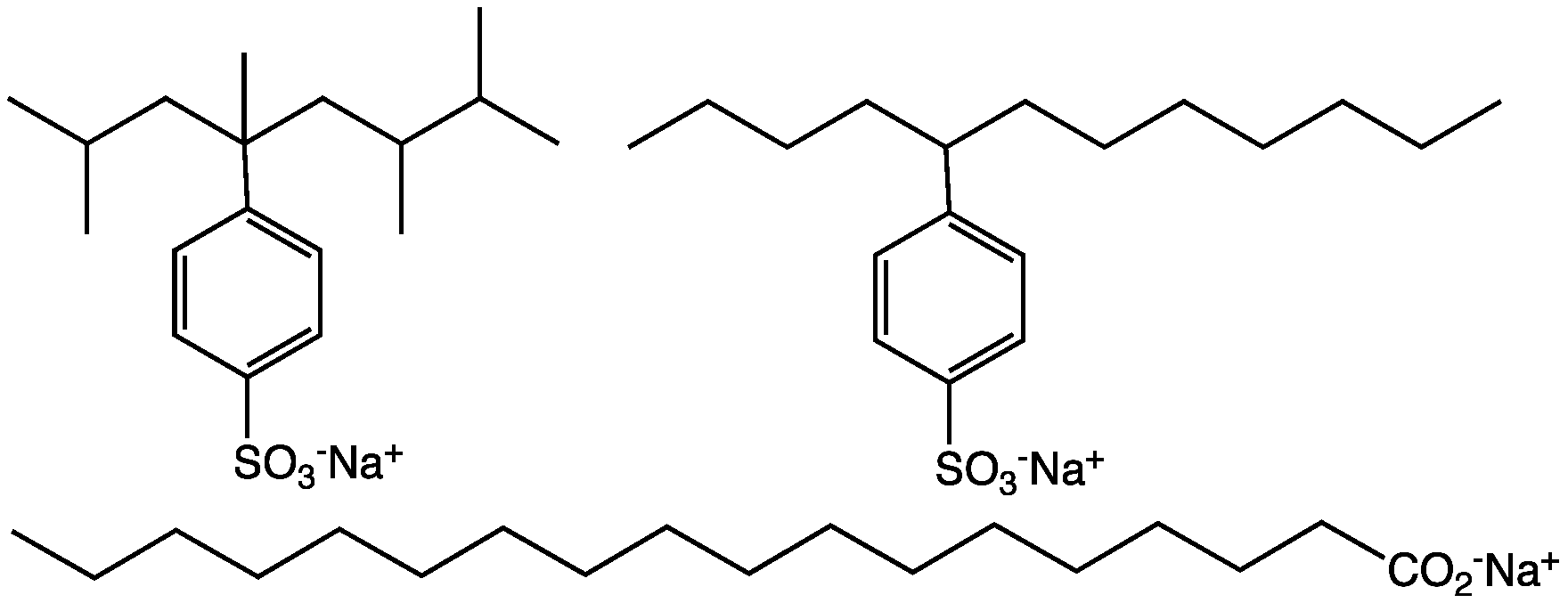
Ba loại chất tẩy rửa anion: a natri dodecylbenzenesulfonat nhánh, tuyến tính natri dodecylbenzenesulfonat và xà phòng.

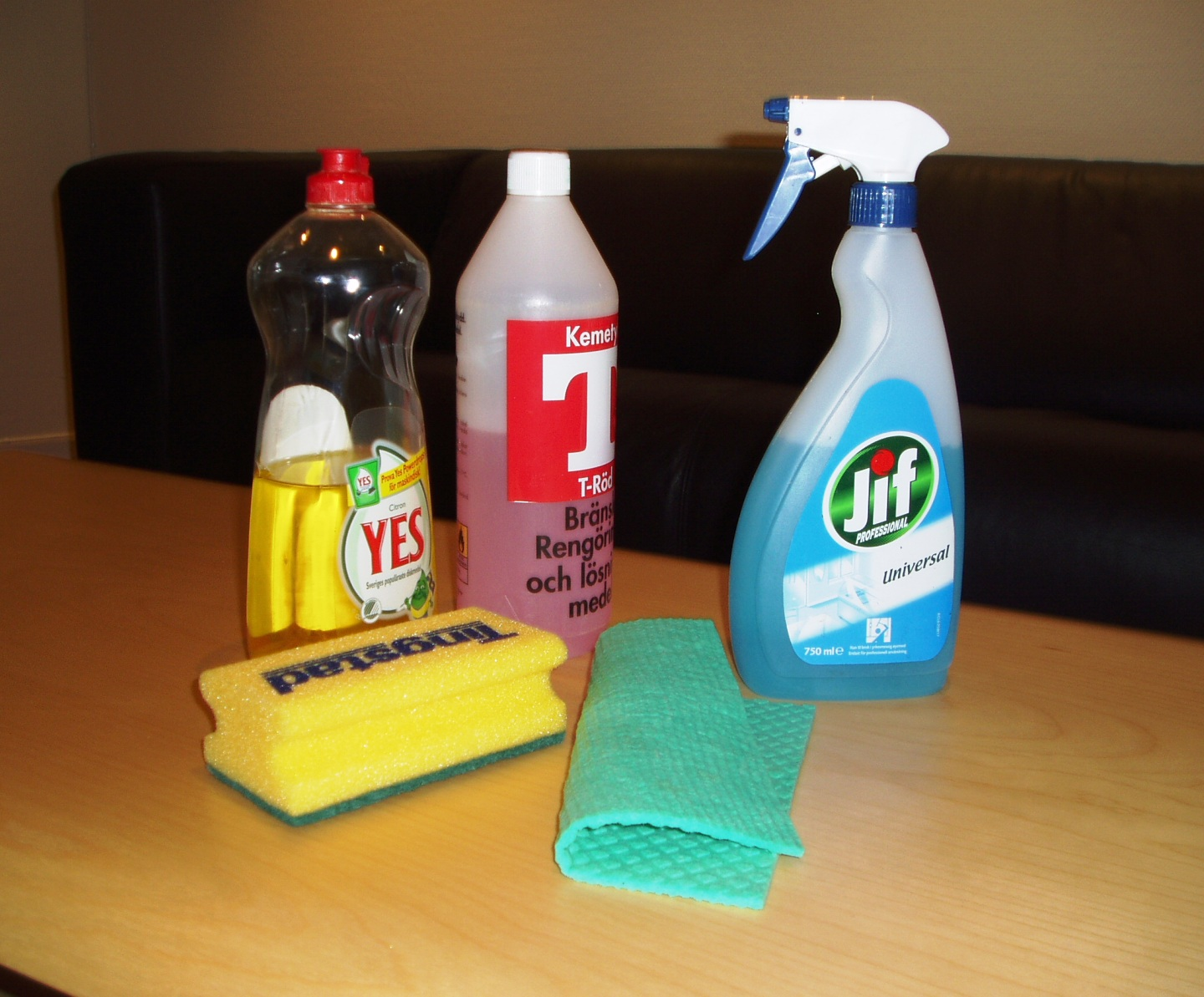
Chất tẩy rửa

### Chất tẩy cation
Các chất tẩy cation tương tự như các chất anion, với thành phần ưa nước, nhưng, thay vì nhóm sulfonate anion, các chất hoạt động bề mặt cation có amoni bậc bốn là cực cuối. Trung tâm amoni sulfat được tích điện dương.

## Thị trường
Trên toàn thế giới, trong khi bột giặt dạng lỏng và dạng bột chiếm thị phần gần bằng nhau về giá trị, thì bột giặt dạng bột lại được sử dụng rộng rãi hơn. Năm 2018, doanh số bán bột giặt đạt 14 triệu  tấn, gấp đôi so với lỏng. Trong khi chất tẩy dạng lỏng được sử dụng rộng rãi ở nhiều nước phương Tây, thì bột giặt dạng bột lại phổ biến ở Châu Phi, Ấn Độ, Trung Quốc, Châu Mỹ Latinh và các thị trường mới nổi khác chẳng hạn như ở Việt Nam. Bột giặt cũng chiếm thị phần đáng kể ở Đông Âu và một số nước Tây Âu do có lợi thế hơn chất lỏng trong việc làm trắng quần áo. Theo Desmet Ballestra, nhà thiết kế và xây dựng các nhà máy hóa chất và thiết bị sản xuất chất tẩy rửa, chất tẩy rửa dạng bột chiếm 30–35% thị phần ở Tây Âu. Theo Lubrizol, thị trường bột giặt đang tăng 2% hàng năm.

## Mối quan tâm về môi trường
Hóa chất phốt phát trong chất tẩy rửa trở thành mối quan tâm về môi trường trong những năm 1950 và là chủ đề của lệnh cấm trong những năm sau đó. Phốt phát làm cho đồ giặt sạch hơn nhưng cũng gây ra phì dưỡng, đặc biệt là khi xử lý nước thải kém.
Một nghiên cứu hàn lâm gần đây về các sản phẩm tẩy rửa có hương thơm cho thấy "hơn 25 VOC phát ra từ các lỗ thông hơi của máy sấy, với nồng độ cao nhất các chất như acetaldehyde, aceton và etanol. Bảy trong số các VOC này được phân loại là chất ô nhiễm không khí nguy hiểm (HAP) và hai là HAP gây ung thư (acetaldehyde và benzen)".
Chỉ thị EEC 73/404/EEC quy định khả năng phân hủy sinh học trung bình ít nhất là 90% đối với tất cả các loại chất hoạt động bề mặt được sử dụng trong chất tẩy rửa. Hàm lượng phốt phát trong chất tẩy rửa là quy định ở nhiều quốc gia, ví dụ: Áo, Đức, Ý, Hà Lan, Na Uy, Thụy Điển, Thụy Sĩ, Hoa Kỳ, Canada và Nhật Bản.